# 馬爾科·皮納托
馬爾科·皮納托（義大利語：Marco Pinato；1995年1月9日—）是一位意大利足球運動員。在場上的位置是後衛。他現在效力於意大利足球甲級聯賽球隊AC米蘭足球俱樂部。